# De Ziener (monument)
De Ziener is een monument in de Drentse plaats Sleen ter ere van de Drentse emigranten die in 1846/1847 naar Michigan in de Verenigde Staten vertrokken. Het beeld is gemaakt door kunstenaar Willem Valk en is in 1948 geplaatst aan de gevel van het toenmalige gemeentehuis van Sleen.

## Achtergrond
De emigranten die met het monument vereerd werden, vertrokken onder leiding van de afgescheiden gereformeerde dominee Albertus van Raalte. In Michigan stichtten zij de plaats Holland. Om dit feit honderd jaar na dato te herdenken, besloot het Drents Genootschap het monument op te richten. Het werd onthuld door Herman B. Baruch, ambassadeur van de Verenigde Staten in Nederland.

## Voorstelling
Het monument bestaat uit een natuurstenen plaquette met hierboven een portret van Evert Zagers, eveneens in natuursteen. Zagers was een van de emigranten. Op de plaquette staat de tekst:
voor vrijheid en brood
drenthe in michican
ter herinnering
aan de drentse michigan
pioniers van 1847
mede bouwers aan
een nieuwe wereld

een eeuw later geplaatst
door het drents genootschap

## Trivia
In het Holland Museum in Michigan bevindt zich een replica van de portretkop.